# Магаданский заповедник
Госуда́рственный приро́дный запове́дник «Магада́нский» — заповедник, расположенный на юге Магаданской области вблизи северного берега Охотского моря, в Ольском и Среднеканском районах Магаданской области.
Идея создания этого заповедника принадлежит известному русскому учёному Алексею Петровичу Васьковскому (1911—1979) из Института биологических проблем Севера, обоснование заповедника началось в 1973 году. Заповедник основан в 1982 году постановлением Совета Министров РСФСР и решением Магаданского облисполкома . Площадь 883 817 га.
Заповедник состоит из четырех участков: Кава-Челомджинского (624 456 га), Ольского (103 425 га), Ямского (38 096 га), Сеймчанского (117 839 га). Все участки на большом удалении друг от друга, на их территории нет населенных пунктов и транспортных путей. Центральная усадьба заповедника расположена в городе Магадане (100-650 км от участков). 
С 2005 года заповедник является кандидатом на включение в список объектов Всемирного наследия ЮНЕСКО.

## Флора и фауна
На территории заповедника отмечено 729 видов сосудистых растений. Основная лесообразующая порода — лиственница. Вторая широко распространенная порода — кедровый стланик, реликтовый очаг сибирской ели. Обитают 32 вида рыб, птицы — всего свыше 180 видов, включая 150 гнездящихся, на побережье колонии морских птиц, наземных млекопитающих около 40 видов. Повсеместно обитают белка, бурундук, горностай, заяц-беляк, соболь, красная полёвка. На побережье лежбища морских млекопитающих.